# Marin Držić
Marin Držić (n. 1508, Dubrovnik, Republica Ragusa – d. 2 mai 1567, Veneția, Republica Veneția) a fost un dramaturg croat, creator al comediei renascentiste raguzane.
A mai scris și poezii pastorale și farse în proză.
Un mare bulevard din Zagreb îi poartă numele.

## Opera
- 1551: Tirena (piesă reprezentată în 1549);
- 1551: Venus și Adonis ("Venera i Adon");
- 1551: Gluma lui Stanac ("Novela od Stanca");
- 1867: Unchiul Maroje ("Dundo Maroje", reprezentată în 1550).